# Motohiro Yamaguchi
Motohiro Yamaguchi (山口 素弘, Yamaguchi Motohiro) est un footballeur japonais né le 29 janvier 1969 à Takasaki dans la préfecture de Gunma au Japon.